# Piłka nożna na Letnich Igrzyskach Olimpijskich 1992
Wyniki turnieju piłki nożnej odbywającego się na Letnich Igrzyskach Olimpijskich w roku 1992 w Barcelonie.

## Stadiony
| Camp Nou           | Estadio Luis Casanova       | Estadio La Romareda         | BarcelonaWalencjaSaragossaSabadell |
| Camp Nou           | Estadio Luis Casanova       | Estadio La Romareda         | BarcelonaWalencjaSaragossaSabadell |
| Barcelona          | Walencja                    | Saragossa                   | BarcelonaWalencjaSaragossaSabadell |
| Pojemność: 100 000 | Pojemność: 50 000           | Pojemność: 43 000           | BarcelonaWalencjaSaragossaSabadell |
|                    | Estadi de Sarrià            | Estadi de la Nova Creu Alta | BarcelonaWalencjaSaragossaSabadell |
| Estadi de Sarrià   | Estadi de la Nova Creu Alta |                             | BarcelonaWalencjaSaragossaSabadell |
| Barcelona          | Sabadell                    |                             | BarcelonaWalencjaSaragossaSabadell |
| Pojemność: 42 000  | Pojemność: 16 000           |                             | BarcelonaWalencjaSaragossaSabadell |

## Faza grupowa

### Grupa A
| Lp. | Zespół            | M | Z | R | P | G+ | G- | G+/- | Pkt |  | Polska | Włochy | Stany Zjednoczone | Kuwejt |
| --- | ----------------- | - | - | - | - | -- | -- | ---- | --- |  | ------ | ------ | ----------------- | ------ |
| 1.  | Polska            | 3 | 2 | 1 | 0 | 7  | 2  | +5   | 5   |  | X      | 3:0    | 2:2               | 2:0    |
| 2.  | Włochy            | 3 | 2 | 0 | 1 | 3  | 4  | −1   | 4   |  | 0:3    | X      | 2:1               | 1:0    |
| 3.  | Stany Zjednoczone | 3 | 1 | 1 | 1 | 6  | 5  | +1   | 3   |  | 2:2    | 1:2    | X                 | 3:1    |
| 4.  | Kuwejt            | 3 | 0 | 0 | 3 | 1  | 6  | −5   | 0   |  | 0:2    | 0:1    | 1:3               | X      |

| 24 lipca |  | Włochy | 2 | - | 1 (0-1) | Stany Zjednoczone |

| 24 lipca |  | Polska | 2 | - | 0 (1-0) | Kuwejt |

| 27 lipca |  | Polska | 3 | - | 0 (1-0) | Włochy            |
| 27 lipca |  | Kuwejt | 1 | - | 3 (1-0) | Stany Zjednoczone |
| 29 lipca |  | Kuwejt | 0 | - | 1 (0-1) | Włochy            |
| 29 lipca |  | Polska | 2 | - | 2 (2-1) | Stany Zjednoczone |

24.7.92.Saragossa: Polska – Kuwejt 2:0 (1:0) Bramki: Juskowiak 2 (7, 80) Polska: Kłak – Wałdoch, Łapiński, Koźmiński – Adamczuk, Staniek, Gęsior (46-Jałocha), Brzęczek, Świerczewski – Juskowiak (84- Waligóra), Kowalczyk
27.7.92.Barcelona: Polska – Włochy 3:0 (1:0) Bramki: Juskowiak (5), Staniek (48), Mielcarski (90) Polska: Kłak – Wałdoch, Łapiński, Koźmiński (82-Bajor) – Adamczuk, Staniek, Jałocha, Brzęczek, Świerczewski – Juskowiak (76- Mielcarski), Kowalczyk
29.7.92.Saragossa: Polska – USA 2:2 (2:1) Bramki: Polska – Koźmiński (30), Juskowiak (42); USA – Imler (20), Snow (52) Polska: Kłak – Wałdoch, Łapiński, Koźmiński – Adamczuk (85- Kobylański), Staniek, Brzęczek, Bajor (46-Gęsior), Jałocha – Juskowiak, Kowalczyk

### Grupa B
| Lp. | Zespół    | M | Z | R | P | G+ | G- | G+/- | Pkt |  | Hiszpania | Katar | Egipt | Kolumbia |
| --- | --------- | - | - | - | - | -- | -- | ---- | --- |  | --------- | ----- | ----- | -------- |
| 1.  | Hiszpania | 3 | 3 | 0 | 0 | 8  | 0  | +8   | 6   |  | X         | 2:0   | 2:0   | 4:0      |
| 2.  | Katar     | 3 | 1 | 1 | 1 | 2  | 3  | −1   | 3   |  | 0:2       | X     | 1:0   | 1:1      |
| 3.  | Egipt     | 3 | 1 | 0 | 2 | 4  | 6  | −2   | 2   |  | 0:2       | 0:1   | X     | 4:3      |
| 4.  | Kolumbia  | 3 | 0 | 1 | 2 | 4  | 9  | −5   | 1   |  | 0:4       | 1:1   | 3:4   | X        |

| 24 lipca |  | Hiszpania | 4 | - | 0 (3-0) | Kolumbia |

| 24 lipca |  | Katar | 1 | - | 0 (0-0) | Egipt |

| 27 lipca |  | Hiszpania | 2 | - | 0 (0-0) | Egipt    |
| 27 lipca |  | Kolumbia  | 1 | - | 1 (0-0) | Katar    |
| 29 lipca |  | Hiszpania | 2 | - | 0 (1-0) | Katar    |
| 29 lipca |  | Egipt     | 4 | - | 3 (1-0) | Kolumbia |

### Grupa C
| Lp. | Zespół           | M | Z | R | P | G+ | G- | G+/- | Pkt |  | Szwecja | Paragwaj | Korea Południowa | Maroko |
| --- | ---------------- | - | - | - | - | -- | -- | ---- | --- |  | ------- | -------- | ---------------- | ------ |
| 1.  | Szwecja          | 3 | 1 | 2 | 0 | 5  | 1  | +4   | 4   |  | X       | 0:0      | 1:1              | 4:0    |
| 2.  | Paragwaj         | 3 | 1 | 2 | 0 | 3  | 1  | +2   | 4   |  | 0:0     | X        | 0:0              | 3:1    |
| 3.  | Korea Południowa | 3 | 0 | 3 | 0 | 2  | 2  | 0    | 3   |  | 1:1     | 0:0      | X                | 1:1    |
| 4.  | Maroko           | 3 | 0 | 1 | 2 | 2  | 8  | −6   | 1   |  | 0:4     | 1:3      | 1:1              | X      |

| 26 lipca |  | Szwecja | 0 | - | 0 | Paragwaj |

| 26 lipca |  | Maroko | 1 | - | 1 (0-0) | Korea Południowa |

| 28 lipca |  | Szwecja | 4 | - | 0 (2-0) | Maroko |

| 28 lipca |  | Korea Południowa | 0 | - | 0 | Paragwaj |

| 30 lipca |  | Szwecja  | 1 | - | 1 (0-1) | Korea Południowa |
| 30 lipca |  | Paragwaj | 3 | - | 1 (1-0) | Maroko           |

### Grupa D
| Lp. | Zespół    | M | Z | R | P | G+ | G- | G+/- | Pkt |  | Ghana | Australia | Meksyk | Dania |
| --- | --------- | - | - | - | - | -- | -- | ---- | --- |  | ----- | --------- | ------ | ----- |
| 1.  | Ghana     | 3 | 1 | 2 | 0 | 4  | 2  | +2   | 4   |  | X     | 3:1       | 1:1    | 0:0   |
| 2.  | Australia | 3 | 1 | 1 | 1 | 5  | 4  | +1   | 3   |  | 1:3   | X         | 1:1    | 3:0   |
| 3.  | Meksyk    | 3 | 0 | 3 | 0 | 3  | 3  | 0    | 3   |  | 1:1   | 1:1       | X      | 1:1   |
| 4.  | Dania     | 3 | 0 | 2 | 1 | 1  | 4  | −3   | 2   |  | 0:0   | 0:3       | 1:1    | X     |

| 26 lipca |  | Dania | 1 | - | 1 (0-1) | Meksyk |

| 26 lipca |  | Ghana | 3 | - | 1 (1-0) | Australia |

| 28 lipca |  | Dania | 0 | - | 0 | Ghana |

| 28 lipca |  | Meksyk    | 1 | - | 1 (0-1) | Australia |
| 30 lipca |  | Australia | 3 | - | 0 (1-0) | Dania     |
| 30 lipca |  | Meksyk    | 1 | - | 1 (1-0) | Ghana     |

## Faza pucharowa
|  |              |              |              |           |   |           |           |           |                   |                   |                   |       |       |
|  | Ćwierćfinały | Ćwierćfinały | Ćwierćfinały |           |   | Półfinały | Półfinały | Półfinały |                   |                   | Finał             | Finał | Finał |
|  | Ćwierćfinały | Ćwierćfinały | Ćwierćfinały |           |   | Półfinały | Półfinały | Półfinały |                   |                   | Finał             | Finał | Finał |
|  |              |              |              |           |   |           |           |           |                   |                   |                   |       |       |
|  |              |              |              |           |   |           |           |           |                   |                   |                   |       |       |
|  | Hiszpania    | Hiszpania    | 1            |           |   |           |           |           |                   |                   |                   |       |       |
|  | Hiszpania    | Hiszpania    | 1            |           |   |           |           |           |                   |                   |                   |       |       |
|  | Włochy       | Włochy       | 0            |           |   |           |           |           |                   |                   |                   |       |       |
|  | Włochy       | Włochy       | 0            |           |   | Hiszpania | Hiszpania | 2         |                   |                   |                   |       |       |
|  |              |              |              |           |   | Hiszpania | Hiszpania | 2         |                   |                   |                   |       |       |
|  |              |              | Ghana        | Ghana     | 0 |           |           |           |                   |                   |                   |       |       |
|  | Paragwaj     | Paragwaj     | Ghana        | Ghana     | 0 | 2         |           |           |                   |                   |                   |       |       |
|  | Paragwaj     | Paragwaj     |              |           |   |           |           |           |                   |                   |                   |       |       |
|  | Ghana        | Ghana        | 4            |           |   |           |           |           |                   |                   |                   |       |       |
|  | Ghana        | Ghana        | 4            |           |   | Hiszpania | Hiszpania | 3         |                   |                   |                   |       |       |
|  |              |              |              |           |   |           | Hiszpania | 3         |                   |                   |                   |       |       |
|  |              |              | Polska       | Polska    | 2 |           |           |           |                   |                   |                   |       |       |
|  | Polska       | Polska       | Polska       | Polska    | 2 | 2         |           |           |                   |                   |                   |       |       |
|  | Polska       | Polska       |              |           |   |           |           |           |                   |                   |                   |       |       |
|  | Katar        | Katar        | 0            |           |   |           |           |           |                   |                   |                   |       |       |
|  | Katar        | Katar        | 0            |           |   | Polska    | Polska    | 6         | Mecz o 3. miejsce | Mecz o 3. miejsce | Mecz o 3. miejsce |       |       |
|  |              |              |              |           |   | Polska    | Polska    | 6         | Mecz o 3. miejsce | Mecz o 3. miejsce | Mecz o 3. miejsce |       |       |
|  |              |              | Australia    | Australia | 1 |           |           |           |                   |                   |                   |       |       |
|  | Szwecja      | Szwecja      | Australia    | Australia | 1 | 1         |           |           |                   |                   |                   |       |       |
|  | Szwecja      | Szwecja      |              |           |   |           |           | Ghana     | Ghana             | 1                 |                   |       |       |
|  | Australia    | Australia    | 2            |           |   |           |           |           | Ghana             | 1                 |                   |       |       |
|  | Australia    | Australia    | 2            |           |   |           |           | Australia | Australia         | 0                 |                   |       |       |
|  |              |              |              |           |   |           |           |           | Australia         | 0                 |                   |       |       |

### Ćwierćfinały
| 1 sierpnia |  | Polska | 2 | - | 0 (1-0) | Katar |

| 1 sierpnia |  | Hiszpania | 1 | - | 0 (1-0) | Włochy |

| 2 sierpnia |  | Australia | 2 | - | 1 (1-0) | Szwecja |

| 2 sierpnia |  | Ghana | 4 | - | 2 (2-2, 2-2, 1-0), po dogrywce | Paragwaj |

1.8.92.Barcelona: Polska – Katar 2:0 (1:0) Bramki: Kowalczyk (43), Jałocha (74) Polska: Kłak – Wałdoch, Łapiński, Koźmiński – Adamczuk (80- Gęsior), Staniek, Jałocha, Brzęczek, Świerczewski – Juskowiak (87- Kobylański), Kowalczyk

### Półfinały
| 5 sierpnia |  | Polska | 6 | - | 1 (2-1) | Australia |

| 5 sierpnia |  | Hiszpania | 2 | - | 0 (1-0) | Ghana |

5.8.92.Barcelona: Polska – Australia 6:1 (2:1) Bramki: Polska – Juskowiak 3 (43, 53, 78), Kowalczyk 2 (27, 89), Murphy (69-samobójcza); Australia – Veart (33) Polska: Kłak – Wałdoch, Łapiński, Koźmiński – Adamczuk, Staniek, Brzęczek (83-Gęsior), Jałocha (82-Bajor), Świerczewski – Juskowiak, Kowalczyk

### O trzecie miejsce
| 7 sierpnia |  | Australia | 0 | - | 1 (0-0) | Ghana |

### Finał
| 8 sierpnia 1992 | Polska                      | 2:3   | Hiszpania                    |                                                          |
| 20:00 CET       | Kowalczyk 44' · Staniek 76' | (1:0) | 65' Abelardo · 72', 90' Kiko | Camp Nou, Barcelona Widzów: 95 000 Sędzia: Torres Cadena |

|  |  |

## Medaliści
| Mistrz | Wicemistrz | III miejsce |
| --- | --- | --- |
| Hiszpania José Amavisca Rafael Berges Santiago Cañizares Abelardo Albert Ferrer Pep Guardiola Miguel Hernández Toni Mikel Lasa Juanma López Javier Manjarín Luis Enrique Kiko Alfonso Antonio Pinilla Paco Soler Gabriel Vidal Roberto Solozábal David Villabona Paqui | Polska Dariusz Adamczuk Marek Bajor Jerzy Brzęczek Marek Koźmiński Dariusz Gęsior Marcin Jałocha Tomasz Łapiński Tomasz Wałdoch Aleksander Kłak Andrzej Kobylański Ryszard Staniek Wojciech Kowalczyk Andrzej Juskowiak Grzegorz Mielcarski Piotr Świerczewski Mirosław Waligóra Dariusz Koseła Arkadiusz Onyszko Dariusz Szubert Tomasz Wieszczycki | Ghana Yaw Acheampong Simon Addo Sammi Adjei Maxwell Konadu Mamood Amadu Isaac Asare Frank Amankwah Nii Lamptey Bernard Aryee Kwame Ayew Mohammed Gargo Mohammed Kalilu Ibrahim Dossey Samuel Kuffour Ablade Kumah Anthony Mensah Alex Nyarko Yaw Preko Shamo Quaye Oli Rahman |